# تاتیانا پونیایوا-ترتیاکووا
تاتیانا پونیایوا-ترتیاکووا (انگلیسی: Tatyana Ponyayeva-Tretyakova؛ زادهٔ ۱۳ دسامبر ۱۹۴۶) بازیکن والیبال اهل اتحاد جماهیر شوروی سوسیالیستی بود.